# Jean-Louis Thirouin
Pour les personnes ayant le même patronyme, voir Thirouin.
Jean-Louis Thirouin (aussi appelé Thirouin-Gauthier ou Thirouin-Gautier), né le 10 mars 1752 à Évreux et mort dans la même ville le 6 novembre 1822, est un industriel français du textile. 
Producteur de tissus, il se spécialise dans la fabrication du coutil, dont il améliore la qualité. Il en devient un des principaux producteurs, dans ses établissements de Pont-Audemer et d'Évreux, où sa manufacture emploie 1 500 personnes au début du XIXe siècle. Il est alors un des premiers employeurs de la région, et rivalise avec les producteurs belges.

## Biographie
Jean-Louis Thirouin naît à Évreux, sur la paroisse Saint-Denis, le 10 mars 1752. Il est le fils d'Alexandre Thirouin ou Tiroin, marchand quincailler, et d'Elisabeth Bachelay.
Il est fabricant de tissus lorsque son beau-frère Simon Passot commence à Évreux la fabrication de coutil à la manière de Bruxelles et remporte le concours organisé par le gouvernement en 1780 et 1781, ce qui lui donne le droit d'appeler son entreprise la « Manufacture royale de coutil ». Jean-Louis Thirouin s'associe à son beau-frère, leur entreprise s'appelle alors « Manufacture Passot et Thirouin », puis il lui rachète sa manufacture et prend sa succession,,. Pendant la Révolution française, il est capitaine en second de la Garde nationale d'Évreux.
Thirouin relève la fabrique qui a souffert des guerres de la Révolution, et développe la production. Il est primé à plusieurs expositions nationales, notamment en l'an VI (1798), où il obtient la médaille d'argent, et en l'an IX (1801), pour la « finesse du tissu » et « la solidité » de sa production, selon le préfet Claude Masson de Saint-Amand,,. En 1806, Thirouin-Gauthier occupe dans ses ateliers « un grand nombre d'ouvriers » ; il contribue à concurrencer les produits de Bruxelles, notamment « pour la beauté et la qualité »,. Il a aussi un établissement à Pont-Audemer, où il produit des coutils, des serges et des étamines,. 
Il emploie « au moins 1 500 personnes » d'Évreux et des alentours au début du XIXe siècle. C'est alors l'entreprise la plus importante de la région, et la qualité de ses produits en favorise l'exportation. Dans les expositions nationales, la fabrique d'Évreux est régulièrement représentée et reçoit les places d'honneur dans la fabrication du coutil.
Thirouin prend comme associés son fils Armand et son frère Adrien, la raison sociale devient « Thirouin-Gauthier fils et frères ». À l'exposition de 1819, il expose avec eux et présente une grande variété de coutils bleus et blancs. Leur production, indiquée comme étant presque imperméable, est très utilisée en Normandie et en Bretagne, pour les vêtements professionnels résistants et protégeant de la pluie. Cette même matière est aussi la plus utile pour des oreillers et des traversins, et Thirouin augmente sa production « d'une manière remarquable » dans le secteur de la literie de 1810 à 1820, comme son concurrent Delhomme. 
Jean-Louis Thirouin est mentionné parmi les industriels dont les travaux ont permis au XIXe siècle de surpasser la production de Bruxelles, qui fournissait vers 1800 les plus beaux coutils.
Il meurt à Évreux le 6 novembre 1822. L'année suivante, ses successeurs sous la même raison sociale « MM. Thirouin-Gauthier fils et frère » remportent encore une mention honorable à l'exposition de 1823.

## Distinctions
- Médaille d'argent, exposition nationale, 1798[9].
- Médailles de bronze et prix divers, 1801-1819.

## Postérité
Jean-Louis Thirouin épouse Marie-Geneviève Gauthier ou Gautier et prend alors le nom Thirouin-Gauthier. 
- Ils ont comme fils :
  - Armand Aimé Thirouin (v.1787-1872), associé de son père, puis banquier et un des fondateurs du tribunal de commerce d'Evreux, épouse en 1813 Marie-Louise-Amélie Trumeau, fille d'Auguste Trumeau, inspecteur des forêts impériales, et de Françoise Adélaïde Chaillou ; ils ont comme enfants :
    - Louise Ernestine Thirouin (1814-1893), qui épouse le banquier Jacques-Ernest Fernet.
    - Arthur Thirouin (1817-1880), lui aussi banquier.

## Sources bibliographiques
- Léon Dubreuil, « La condition des métiers à Evreux en 1789 », Revue d'histoire économique et sociale, vol. 9,‎ 1921, p. 10-49.
- Lucas, « Essai sur la fabrique de coutil d'Évreux », Recueil des travaux de la société libre de l'Eure, Évreux, Hérissey, iII, vol. 6,‎ 1859 (1861), p. 58-96 (lire en ligne).